# Jędrzej Nowak
Jędrzej Jan Nowak (ur. 22 maja 1938 w Kaliszu) – polski samorządowiec, prezydent Ostrołęki (w latach 1978–1985 i 1994–1998). 

## Życiorys
Z wykształcenia jest magistrem inżynierem ekonomistą. Od 1963 mieszka w Ostrołęce, gdzie pracował m.in. jako dyrektor naczelny PKS. W latach 1978–1985 i 1994–1998 sprawował funkcję prezydenta miasta (w latach 90. z ramienia Towarzystwa Przyjaciół Ostrołęki). Od 1985 zatrudniony jako dyrektor Wydziału Gospodarki Komunalnej i Mieszkalnictwa Urzędu Wojewódzkiego w Ostrołęce. W wyborach 1998 uzyskał mandat radnego Rady Miejskiej z listy TPO.
Od lat zajmuje się tenisem. Był prezesem klubu MZKS „Narew”, obecnie jest organizatorem i sędzią zawodów tenisowych.